# الدوري الكويتي 1977–78
أقيمت بطولة الدوري الكويتي السابعة عشر في موسم 1977/1978، وقد شارك في البطولة 8 فرق، وقد استطاع نادي القادسية الكويتي بأن يفوز بلقب البطولة للمرة السادسة في تاريخه.

## ترتيب الفرق
| الفريق                | لعب | فاز | تعادل | خسر | له | عليه | النقاط |
| --------------------- | --- | --- | ----- | --- | -- | ---- | ------ |
| نادي القادسية الكويتي | 14  | 10  | 1     | 3   | 29 | 9    | 21     |
| نادي كاظمة            | 14  | 8   | 4     | 2   | 22 | 10   | 20     |
| نادي الكويت           | 14  | 8   | 2     | 4   | 26 | 11   | 18     |
| نادي العربي الكويتي   | 14  | 6   | 5     | 3   | 19 | 16   | 17     |
| نادي السالمية         | 14  | 4   | 5     | 5   | 18 | 22   | 13     |
| نادي اليرموك          | 14  | 4   | 1     | 9   | 22 | 38   | 9      |
| نادي الشباب الكويتي   | 14  | 2   | 3     | 9   | 14 | 23   | 7      |
| نادي الصليبيخات       | 14  | 2   | 3     | 9   | 7  | 28   | 7      |

## هداف البطولة
- سعود بوحمد (القادسية) 10 أهداف.

## أرقام من البطولة
- أكثر الفرق تحقيقا للفوز هو نادي القادسية الكويتي ب10 انتصارات.
- أقل الفرق تحقيقا للفوز هما نادي الشباب الكويتي ونادي الصليبيخات بفوزين.
- أكثر الفرق تحقيقا للتعادل هما نادي العربي الكويتي ونادي السالمية بخمسة تعادلات.
- أقل الفرق تحقيقا للتعادل هما نادي القادسية الكويتي ونادي اليرموك بتعادل واحد.
- أكثر الفرق تعرضا للخسارة هم نادي اليرموك ونادي الشباب الكويتي ونادي الصليبيخات ب9 هزائم.
- أقل الفرق تعرضا للخسارة هو نادي الكويت بهزيمتين.
- أكثر الفرق تسجيلا للأهداف هو نادي القادسية الكويتي ب29 هدف.
- أقل الفرق تسجيلا للأهداف هو نادي الصليبيخات ب7 أهداف.
- أكثر الفرق تعرضا للأهداف هو نادي اليرموك ب38 هدف.
- أقل الفرق تعرضا للأهداف هو نادي القادسية الكويتي 9 أهداف.